# 푸꾸옥 리지백

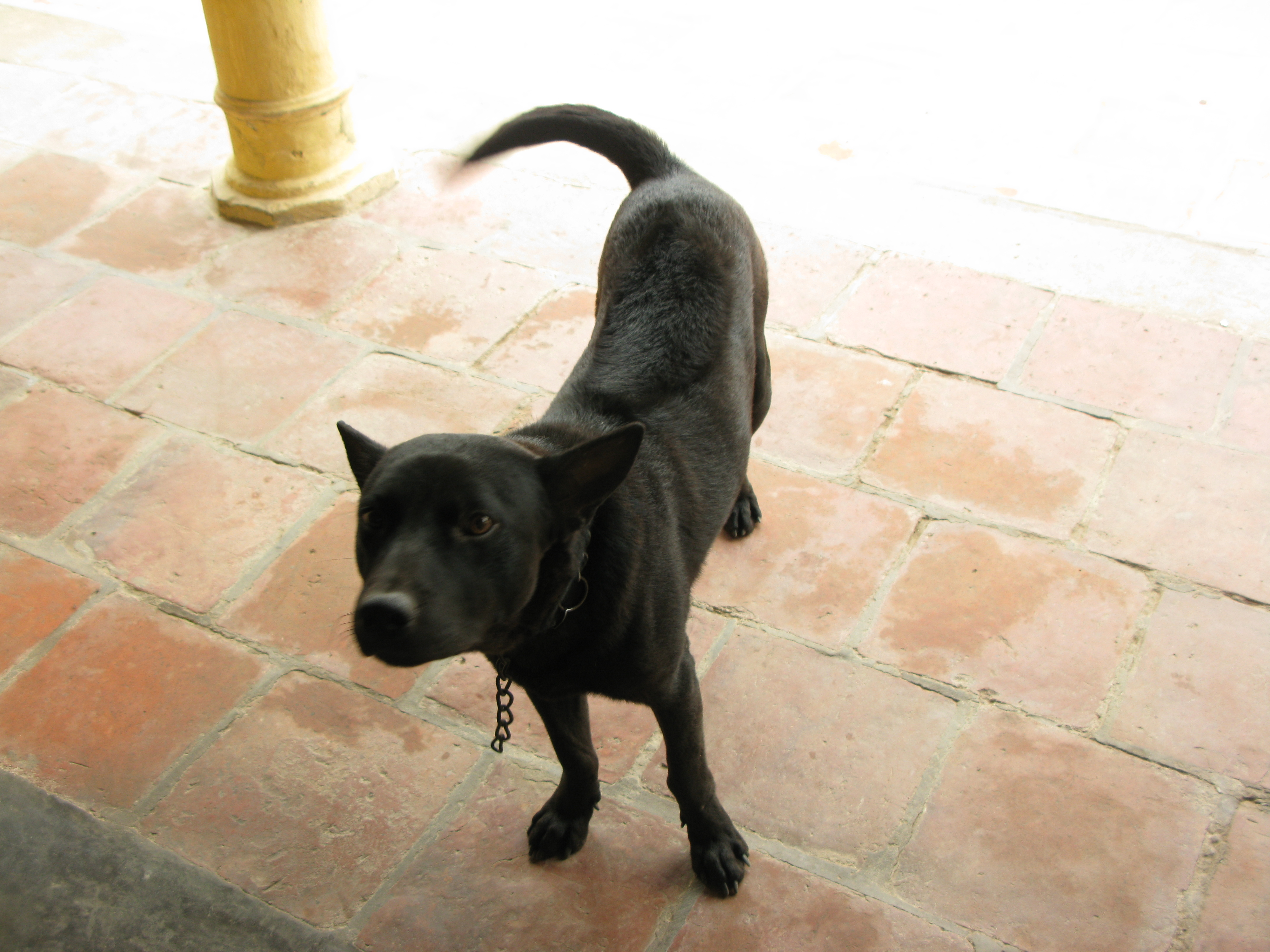

푸꾸옥 리지백(Phu Quoc Ridgeback, 베트남어: Chó Phú Quốc)은 베트남 남부 끼엔장성 푸꾸옥섬에 서식하는 희귀종의 개이다. 이는 세 가지 리지백 품종 중 하나이며, 나머지는 로디지안 리지백과 타이 리지백이다. 국제애견연맹이나 기타 주요 클럽에서는 이를 인정하지 않는다. 푸꾸옥 리지백은 박하(Chó Bắc Hà), 라이(chó lài), 흐몽 밥테일(chó H’Mông cộc đuôi)과 함께 베트남 토종견 4종 중 하나이다.